# Păuleștii Noi, Prahova
Păuleștii Noi (în trecut, Degerați) este un sat în comuna Păulești din județul Prahova, Muntenia, România.